# Jan Bake

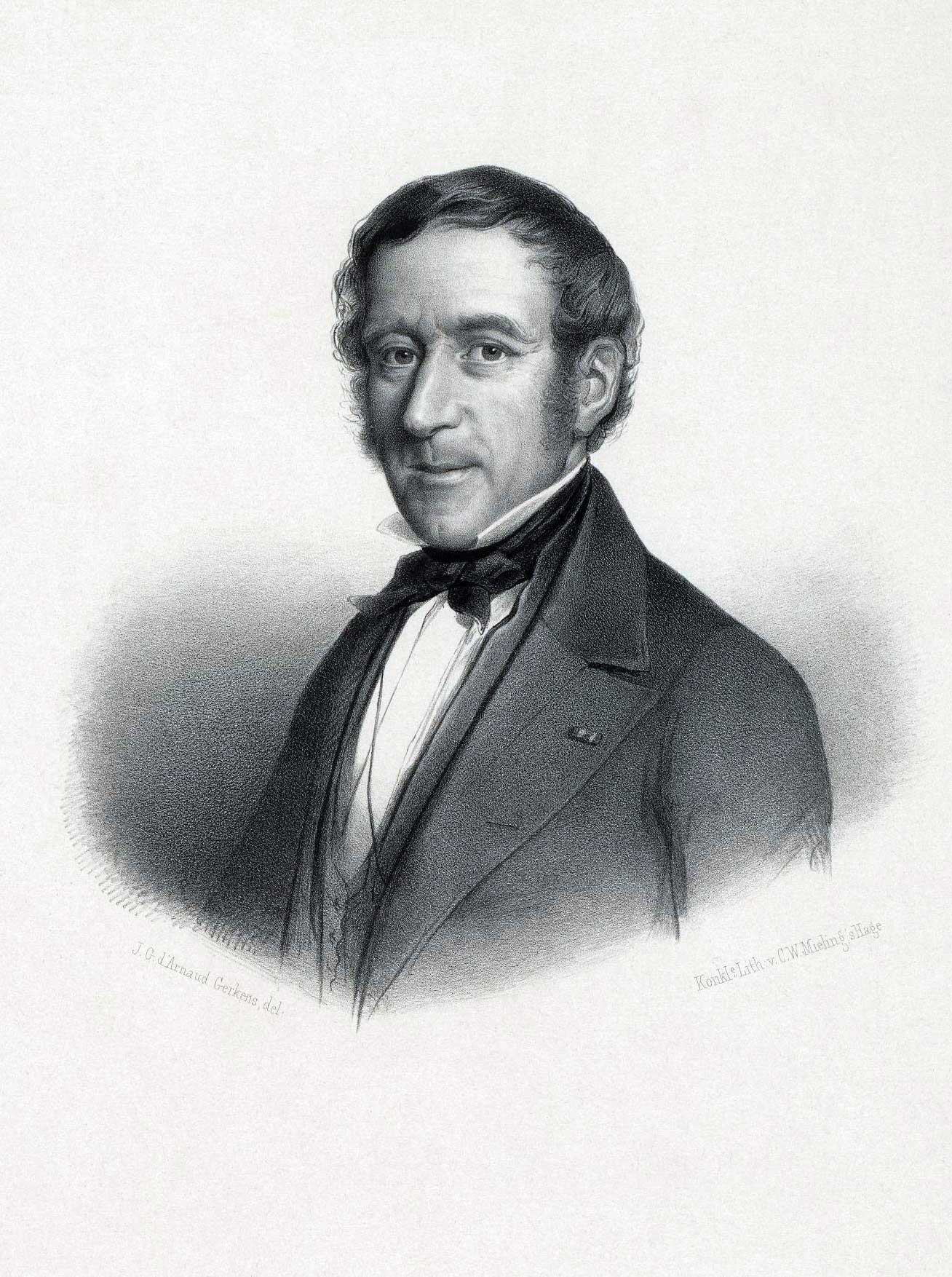
Jan Bake.

Jan Bake, född 1 september 1787 i Leiden, död där 26 mars 1864, var en nederländsk filolog.
Bake var 1817–1854 professor i grekisk och romersk litteratur vid universitetet i Leiden. Tillsammans med flera andra forskare utgav han Bibliotheca critica nova (1825–1831). Hans Scholica hypomnemata (1837–1862) innehåller värdefulla filologiska uppsatser. En biografi över Bake skrevs av lärjungen Reinier Cornelis Bakhuizen van den Brink (1865).